# Izotopi litijuma
Prirodni litijum (3Li) se sastoji od dva stabilna izotopa, litijum-6 (6Li) i litijum-7 (7Li), pri čemu je ovaj potonji daleko zastupljeniji na Zemlji. Oba prirodna izotopa imaju neočekivano nisku nuklearnu energiju vezivanja po nukleonu (5332,3312(3) keV za 6Li i 5606,4401(6) keV za 7Li) u poređenju sa susednim lakšim i težim elementima, helijumom (7073,9156(4) keV za helijum-4) i berilijumom (6462,6693(85) keV za berilijum-9). Najdugovečniji radioizotop litijuma je 8Li, koji ima vreme poluraspada od samo 838,7(3) milisekunda. 9Li ima vreme poluraspada od 178,2(4) ms, a 11Li ima vreme poluraspada od 8,75(6) ms. Svi preostali izotopi litijuma imaju vreme poluraspada kraće od 10 nanosekundi. Najkraće postojeći poznati izotop litijuma je 4Li, koji se raspada emisijom protona sa vremenom poluraspada od oko 91(9) joctosekundi (9,1(9)×10−23 s), iako je poluživot 3Li tek treba da se utvrdi, i verovatno će biti mnogo kraći, kao i 2He (helijum-2, diproton) koji podleže emisiji protona u roku od 10−9 s.
7Li i 6Li su dva primordijalna nuklida koja su nastala u Velikom prasku, pri čemu je 7Li sačinjavao 10−9 svih primordijalnih nuklida, a6Li oko 10−13. Takođe je poznato da se mali procenat 6Li proizvodi nuklearnim reakcijama u izvesnim zvezdama. Izotopi litijuma se donekle odvajaju tokom raznih geoloških procesa, uključujući formiranje minerala (hemijske precipitacije i jonske razmene). Litijumski joni zamenjuju magnezijum ili gvožđe na izvesnim oktaedarskim lokacijama u glini, a litijum-6 je ponekad poželjniji u odnosu na 7Li. Ovo rezultira određenim obogaćivanjem 6Li u geološkim procesima.
U nuklearnoj fizici, 6Li je važan izotop, jer kada je bombardovan neutronima nastaje tricijum.
6Li i 7Li izotopi pokazuju efekat nuklearne magnetne rezonance, uprkos tome što su kvadropolarni (sa nuklearnim spinovima od 1+ i 3/2-). 6Li ima oštrije linije, ali zbog svoje manje zastupljenosti zahteva osetljiviji NMR spektrometar. 7Li je izobilniji, ali ima šire linije zbog većeg nuklearnog spina. Opseg hemijskih pomeranja je isti za oba jezgra i nalazi se unutar +10 (za LiNH2 u tečnom NH3) i −12 (za Li+ u fuleridu).

## Literatura
- Lewis, G. N.; MacDonald, R. T. (1936). „The Separation of Lithium Isotopes”. Journal of the American Chemical Society. 58 (12): 2519—2524. doi:10.1021/ja01303a045.